# 鍋島宗茂
鍋島 宗茂（なべしま むねしげ）は、肥前国佐賀藩5代藩主。第2代藩主・鍋島光茂の十五男。

## 生涯
貞享3年（1687年）、鍋島光茂の子として生まれる。初名は直董（なおただ）。宝永2年（1705年）、異母兄神代直利（後の鍋島吉茂）が子のなかった異母兄綱茂の養嗣子となったのに伴い、直利の養子となり神代家を相続、直堅（なおかた）に改名する。しかし、綱茂の跡を継いで藩主となった吉茂にも子ができず、享保3年（1718年）、実家に戻ってその嗣子となった（神代家は弟の直方（なおかた）が継承した）。享保15年（1730年）、吉茂の死去に伴い家督を相続する。将軍徳川吉宗の偏諱と鍋島家の通字により、宗茂と改名した。その前の享保11年（1726年）に焼失した佐賀城再建のための倹約と財政改革のため、広く人材を登用する。享保の大飢饉に見舞われ、借銀返済のため藩札を発行する。従四位下・侍従・信濃守に叙せられた。元文3年（1738年）に隠居し、家督を長男の教茂（宗教）に譲った。宝暦4年（1754年）に69歳で死去した。

## 系譜
- 父：鍋島光茂（1632-1700）
- 母：振 - 鍋島直朝の養女、執行宗全の娘
- 養父：鍋島吉茂（1664-1730）
- 正室：貞姫、貞樹院 - 久世通夏の娘
  - 長男：鍋島宗教（1718-1780）
  - 五男：鍋島直隣（1724-1785）
  - 七男：鍋島重茂（1733-1770） - 鍋島宗教の養子
- 側室：雪 - 小代重貞の娘
  - 十男：鍋島治茂（1745-1805） - 鍋島直郷、鍋島重茂の養子
  - 女子：護姫 - 伊達村候正室
  - 女子：岡部長住正室
- 養子
  - 男子：神代直方 - 実弟・神代家継嗣